# Gauze
Gauze é o primeiro álbum da banda de rock japonesa Dir en grey, lançado em 28 de julho de 1999. Yoshiki Hayashi, da banda conterrânea X Japan, produziu o álbum junto com o grupo. As músicas do álbum lançadas como single são "Akuro no Oka", "Yurameki", "Zan", "Cage" e "Yokan" e também foram produzidas por ele. O encarte do CD possui um pequeno poema ou verso para cada faixa.
Em 2001, o álbum foi remasterizado e lançado novamente. Em 31 de maio de 2022, Gauze e seus singles foram liberados em serviços de streaming de música.

## Recepção
O álbum alcançou a quinta posição na Oricon Albums Chart e manteve-se por sete semanas. Em outubro de 1998 foi certificado disco de ouro pela Recording Industry Association of Japan (RIAJ) por vender mais de 100 mil cópias.
Gauze foi eleito um dos melhores álbuns de 1989-1998 em uma edição de 2004 da revista musical Band Yarouze.

## Faixas
Todas as letras escritas por Kyo. 
| N.º            | Título                                                 | Música          | Duração |  |
| 1.             | "Gauze -mode of adam-"                                 | Dir en grey     | 2:07    |  |
| 2.             | "Schwein no Isu" (Schweinの椅子)                       | Die             | 3:31    |  |
| 3.             | "Yurameki" (ゆらめき)                                  | Shinya          | 5:05    |  |
| 4.             | "Raison Detre"                                         | Shinya, Toshiya | 4:48    |  |
| 5.             | "304 Goushitsu, Hakushi no Sakura" (304号室、白死の桜) | Die             | 5:18    |  |
| 6.             | "Cage"                                                 | Kaoru           | 5:35    |  |
| 7.             | "Tsumi to Batsu" (蜜と唾)                              | Kaoru           | 5:08    |  |
| 8.             | "Mazohyst of Decadence"                                | Kaoru           | 9:22    |  |
| 9.             | "Yokan" (予感)                                         | Die             | 4:39    |  |
| 10.            | "Mask"                                                 | Kaoru           | 4:25    |  |
| 11.            | "Zan" (残 -Zan-)                                       | Kaoru           | 5:03    |  |
| 12.            | "Akuro no Oka" (アクロの丘)                            | Kaoru           | 9:42    |  |
| 13.            | "Gauze -mode of eve-"                                  | Dir en grey     | 0:04    |  |
| Duração total: | Duração total:                                         | Duração total:  | 60:04   |  |

## Ficha técnica
Dir en grey
- Kyo (京) – vocais
- Kaoru (薫) – guitarra
- Die – guitarra
- Toshiya – baixo
- Shinya – bateria

Músicos adicionais
- Shelly Berg – violino (faixa 12)[3]
- Yoshiki – produção, piano[5]